# Puzzle (filme)
Puzzle é um filme de drama estadunidense de 2018 dirigido e escrito por Marc Turtletaub e Oren Moverman. Estrelado por Kelly Macdonald e Irrfan Khan, estreou no Festival Sundance de Cinema em 23 de janeiro de 2018.

## Elenco
- Kelly Macdonald - Agnes
- Irrfan Khan
- David Denman
- Bubba Weiler
- Austin Abrams
- Liv Hewson